# Cofana gelbata
Cofana gelbata är en insektsart som beskrevs av Young 1986. Cofana gelbata ingår i släktet Cofana och familjen dvärgstritar. Inga underarter finns listade i Catalogue of Life.